# The Intelligence

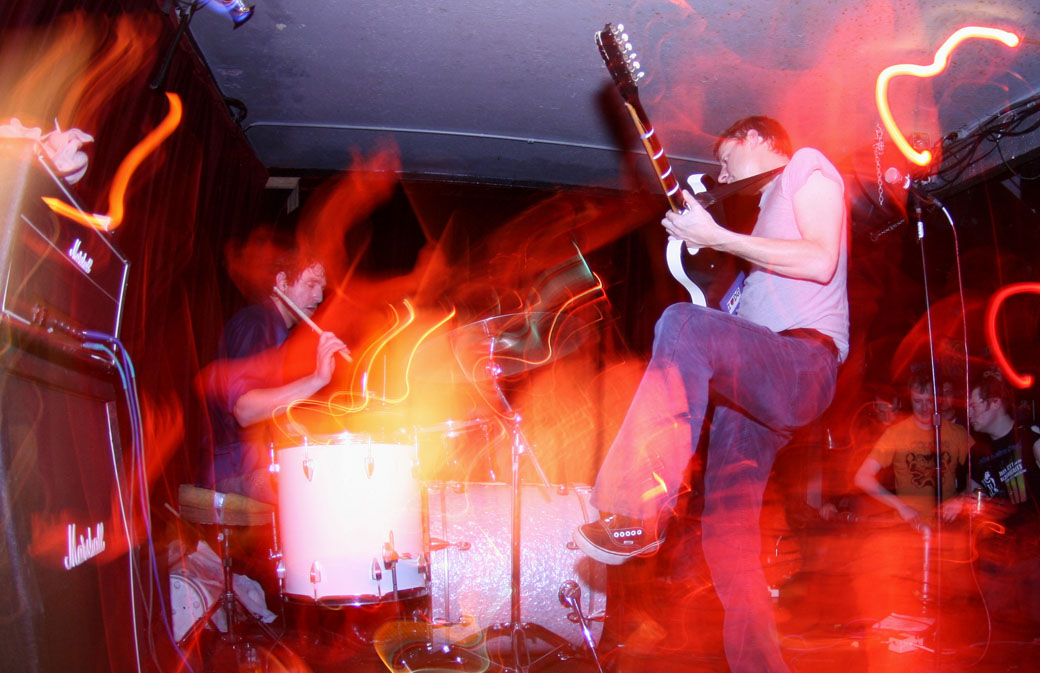
The Intelligence

The Intelligence is een lo-fi indie post punk rockband uit Seattle, geformeerd door Lars Finberg, drummer van de A-Frames.

## Bandleden
- Lars Finberg - zang en gitaar, drums, keyboard, drummachine
- Lee Reader - gitaar
- Nicholas Brawley - basgitaar
- Matthew Ford - drums

## Discografie

### The Intelligence
- Boredom and Terror, Narnack, 2004
- Icky Baby, In the Red Records, 2005
- 12 inch, (4 tracks) gelimiteerde editie van 600 exemplaren, In the Red Records, 2006

### A-Frames
- A-Frames, Dragnet/S-S, 2002
- A-Frames 2, S-S, 2003
- Black Forest, Sub Pop, 2005